# Сантаді
Сантаді (італ. Santadi, сард. Santadi) — муніципалітет в Італії, у регіоні Сардинія,  провінція Карбонія-Іглезіас.
Сантаді розташоване на відстані близько 450 км на південний захід від Рима, 37 км на захід від Кальярі, 19 км на схід від Карбонії, 29 км на південний схід від Іглезіас.
Населення — 3501 особа (2014).

## Демографія
Населення за роками:

Станом на 1 січня 2023 року в муніципалітеті офіційно проживало 18 іноземців з 10 країн, серед них 6 громадян країн Євросоюзу та 3 громадяни України.

## Сусідні муніципалітети
- Ассеміні
- Домус-де-Марія
- Нуксіс
- Пішинас
- Пула
- Теулада
- Вілла-Сан-П'єтро
- Віллаперуччо